# Río Apaporis
Der Río Apaporis ist ein linker Zufluss des Rio Japurá in Kolumbien. Er ist zusammen mit seinem Quellfluss Ajaju 805 km lang. 
Er entspringt in der östlichen Kordillere der Anden. Sein Verlauf führt stets in südöstliche Richtung. 
Mehrere Indianerstämme leben am Río Apaporis, darunter: Macuna, Tanimuca, Letuama, Cabiyari, Yuhup sowie Yauna. 
Außerdem durchquert der Fluss mehrere kolumbianische Departamentos:
- Guaviare
- Caquetá
- Vaupés
- Amazonas